# Guy Ligier
Guy Ligier (Vichy, 12 juli 1930 – 23 augustus 2015) was een Frans rugbyspeler en Formule 1-coureur. 
Aan het einde van de jaren 40 maakte hij zijn debuut als rugbyspeler, maar nadat hij zijn rugbycarrière beëindigde, ging hij racen. Hij reed in 1966 en 1967 13 Grands Prix voor de teams Cooper en Brabham en scoorde hierin 1 WK-punt.
Na zijn racecarrière richtte Guy Ligier het Franse automerk en voormalige Formule 1-team Ligier op.
Ligier overleed in 2015 op 85-jarige leeftijd.